# Campionati africani di badminton a squadre
I Campionati africani di badminton a squadre  sono una competizione sportiva organizzata dalla Badminton Confederation of Africa (BCA), in cui si assegnano i titoli africani nella gara a squadre maschile e in quella femminile.
I primi campionati africani di badminton a squadre furono organizzati nel 2004 e si svolgono con cadenza biennale.

## Edizioni
| Anno | Città                 | Nazione   |
| ---- | --------------------- | --------- |
| 2004 | Pretoria              | Sudafrica |
| 2006 | Beau Bassin-Rose Hill | Mauritius |
| 2008 | Beau Bassin-Rose Hill | Mauritius |
| 2010 | Kampala               | Uganda    |
| 2012 | Addis Ababa           | Etiopia   |
| 2016 | Beau Bassin-Rose Hill | Mauritius |
| 2018 | Algeri                | Algeria   |
| 2020 | Il Cairo              | Egitto    |
| 2022 | Kampala               | Uganda    |
| 2024 | Il Cairo              | Egitto    |
| 2024 | Douala                | Camerun   |

## Medagliere
| Pos.   | Nazione    | Oro | Argento | Bronzo | Totale |
| ------ | ---------- | --- | ------- | ------ | ------ |
| 1      | Sudafrica  | 10  | 1       | 4      | 15     |
| 2      | Algeria    | 4   | 1       | 3      | 8      |
| 3      | Mauritius  | 2   | 6       | 10     | 18     |
| 4      | Nigeria    | 2   | 6       | 1      | 8      |
| 5      | Egitto     | 2   | 3       | 8      | 13     |
| 6      | Uganda     | 0   | 2       | 1      | 3      |
| 7      | Zambia     | 0   | 1       | 1      | 2      |
| 8      | Ghana      | 0   | 0       | 3      | 1      |
| 9      | Seychelles | 0   | 0       | 1      | 1      |
| 9      | Burundi    | 0   | 0       | 1      | 1      |
| Totale | Totale     | 22  | 22      | 37     | 78     |